# ロビー・スネリング
ロバート・マシュー・スネリング（Robert Matthew Snelling, 2003年12月19日 - ）は、アメリカ合衆国ネバダ州リノ出身のプロ野球選手（投手）。左投右打。MLBのサンディエゴ・パドレス傘下所属。

## 経歴
2022年のMLBドラフト戦力均衡ラウンドA（全体39位）でサンディエゴ・パドレスから指名され、予定していたルイジアナ州立大学への進学を取りやめプロ入り。契約金は300万ドル。

## 投球スタイル
長身から繰り出す速球とカーブが武器。